# Paszang Dava Láma
Paszang Dava Láma (angol átírással: Pasang Dawa Lama; Nepál, 1912. – Dardzsiling, 1982. szeptember 15.) nepáli serpa hegymászó, szirdár, aki Herbert Tichy és Sepp Jöchler osztrák hegymászókkal együtt, 1954. október 9-én elsőként mászta meg a világ hatodik legmagasabb hegycsúcsát, a 8188 méter magas Cso-Ojut.
Pályafutása során együtt dolgozhatott a korszak legkiválóbb hegymászóival, Tichy mellett többek között Eric Shiptonnal, John Hunttal és Edmund Hillaryvel, és számos hegycsúcs meghódításának tevékeny részese volt. Eredményei alapján Tendzing Norgaj, Ang Tharkaj, Gyalzen Norbu és Naváng Gombu mellett a 20. század egyik legkiemelkedőbb serpa hegymászója.

## Első hegymászó-tapasztalatok
Paszang Dava Láma Nepálban született egy hegyvidéki pásztorcsaládban, 1912-ben. Pontos születési helye és ideje közelebbről nem ismert. 1929-ben édesapja elkísérte Dardzsilingbe, ahol hordárként csatlakozhatott Paul Bauer akkor induló német Kancsendzönga-expedíciójához. A kilenc német hegymászóból álló, jól felszerelt csapat 7925 méter magasságig jutott a hegyen, azonban onnan a rossz időjárási viszonyok miatt kénytelenek voltak visszafordulni. Már ekkor megmutatkozott rendkívüli ereje és munkabírása, hiszen tapasztalatlansága ellenére egészen a legmagasabban felállított táborig segítette a német csapatot.

## A Dzsomolhári megmászása (1937)
Frederick Spencer Chapman brit katonatiszt és képzett hegymászó, aki 1936-1937 során a brit kormány politikai tisztjének magántitkáraként Lhászában teljesített szolgálatot elhatározta, hogy szabadsága alatt megkísérli megmászni a tibeti buddhisták szent hegyét, a tibeti–bhutáni határon fekvő 7326 méter magas Dzsomolhárit. Nagy nehézségek árán megszerezte a lhászai kormány és a butháni maharadzsa engedélyét, nekifogott az expedíció megszervezésének. Kalkuttában csatlakozott hozzá egy ismerőse, Charles Crawford, majd Dardzsilingben felfogadott három serpát, a komoly tapasztalattal rendelkező Nima Döndrupot és Paszang Kikulit, valamint a fiatal, az akkor még tapasztalatlannak számító Paszang Dava Lámát.

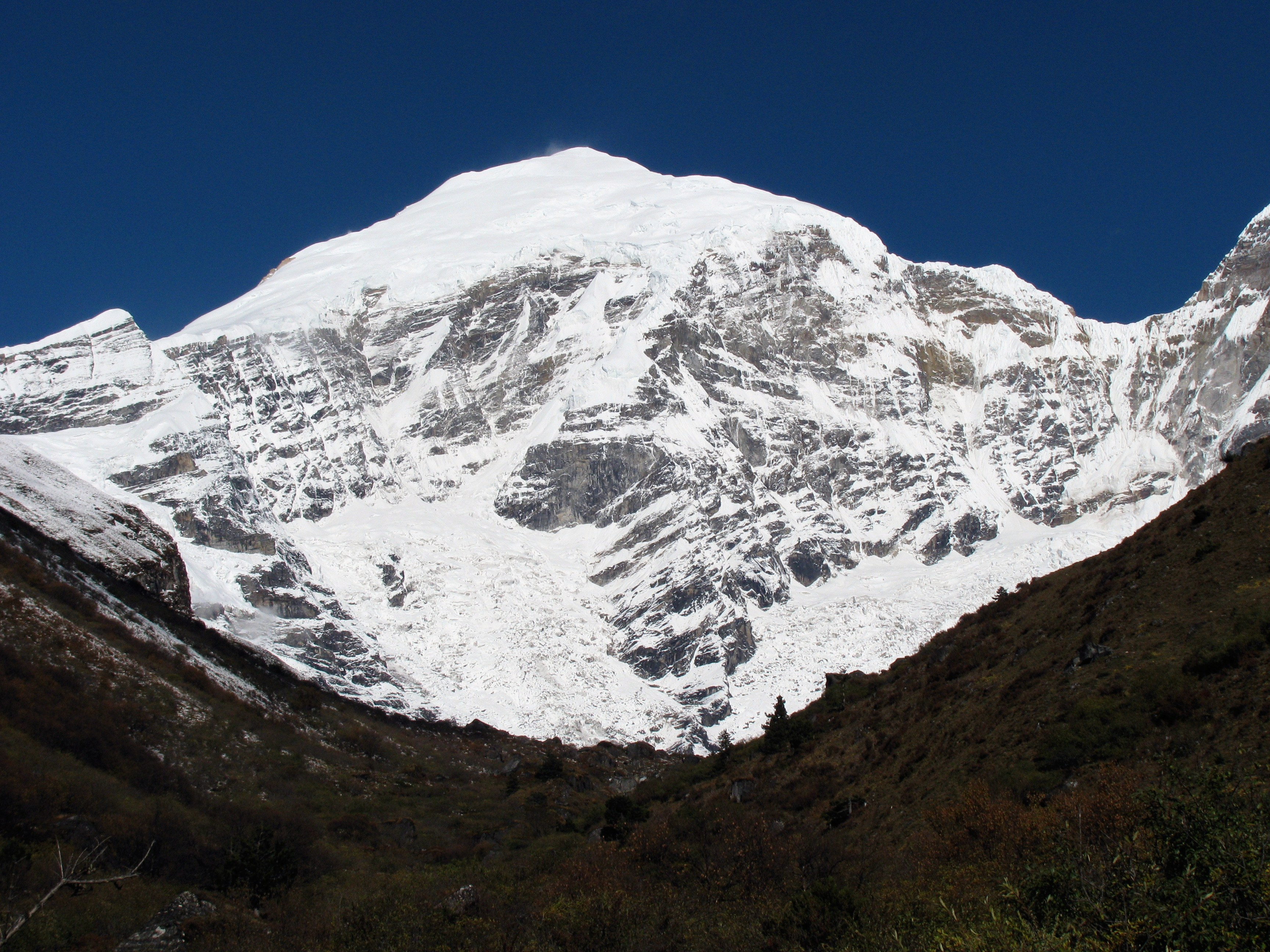
A Dzsomolhári Bhután felől

A csapat 1937. május 7-én indult el Kalimpongból és május 12-én ért Phagriba, a Dzsomolhári lábához. Mivel a tibeti oldalról járhatatlannak bizonyult a csúcs felé vezető útvonal, úgy döntöttek, hogy a bhutáni oldalról próbálják meg azt elérni, ezért hat helyi teherhordóval kiegészülve a Sur La-hágón keresztül átkeltek a határon. A bhutáni oldalon május 16-án megkezdték a kapaszkodást a hegy délkeleti gerincén. Másnap reggel Nima Döndrup rosszul lett, ezért őt az alaptábornál hagyták, a két nagyobb sátorral. A csapat keskeny jéggerinceken és mély árkokkal szabdalt hómezőkön keresztül haladt a csúcs felé. A nehéz terep teljesen kimerítette őket, Kikuli egyre rosszabb állapotban volt és rendszeresen vért köpött. Crawfordot is egyre inkább kínozta a magasság, szédült és egyre gyengébb volt. Ezek miatt Crawford és Kikuli május 20-án kénytelen volt visszafordulni az alaptáborba, így Chapman és Paszang ketten folytatták az utat a csúcs felé. Éjszaka egy heves hóvihar csapott le rájuk, azonban reggelre kitisztult az idő és feltárult előttük a Kelet-Himalája szinte összes hegygerince és ráláttak a Kancsendzönga hatalmas tömbjére, valamint a távolban a Mount Everest és a Makalu akkor még meghódítatlan csúcsaira. Tovább folytatva a hegymászást, a délkeleti sarkantyún keresztül végül 1937. május 21-én elérték a Dzsomolhári csúcsát, ahol előttük még nem járt senki. A hegy következő megmászására csak 33 évvel később, 1970-ben került sor, amikor egy közös indiai-bhutáni katonai expedíció jutott fel a csúcsra.
A visszaút során egyik szerencsétlenség követte a másikat. A két hegymászó sokszor csak a szerencsének köszönhette, hogy életben maradt. A felfelé vezető út nyomait belepte a hó, több alkalommal hóvihar csapott le rájuk, így az ereszkedés sokkal lassabban haladt, mint ahogy azt előzetesen tervezték. Egy alkalommal egy több-száz méteres esés során kis híja volt, hogy mindketten egy szakadékba zuhanjanak. Bár a sziklapárkány peremén sikerült megkapaszkodniuk, a felszerelésük jelentős része odaveszett. Folyamatos rosszullét kínozta őket, Paszang hóvakságtól szenvedett és mindketten végletesen kimerültek, mire az alaptáborhoz visszaértek. Chapman visszaemlékezéseiben felelevenítette, hogy a visszaút során többször eszébe jutott, hogy a tibetiek óva intették őket, hogy az „Istennő bevehetetlen szent erődítményét” megkíséreljék meghódítani és valószínűleg drágán meg fognak fizetni érte, ha megszentségtelenítik annak érintetlen havát.
Paszang teljesítménye megváltoztatta az európai hegymászók körében a serpákról kialakult képet. Ezt követően nem csak mint teherhordókra, hanem mint az expedíciók és a csúcstámadások teljes jogú részesére tekintettek rájuk. Két évvel később – érdemei elismeréséül – az elsők között megkapta a Himalája Klub Tigris-jelvény kitüntetését, mellyel bekerült a korszak legelismertebb serpái közé.

## Amerikai Karakorum-expedíció (1939)

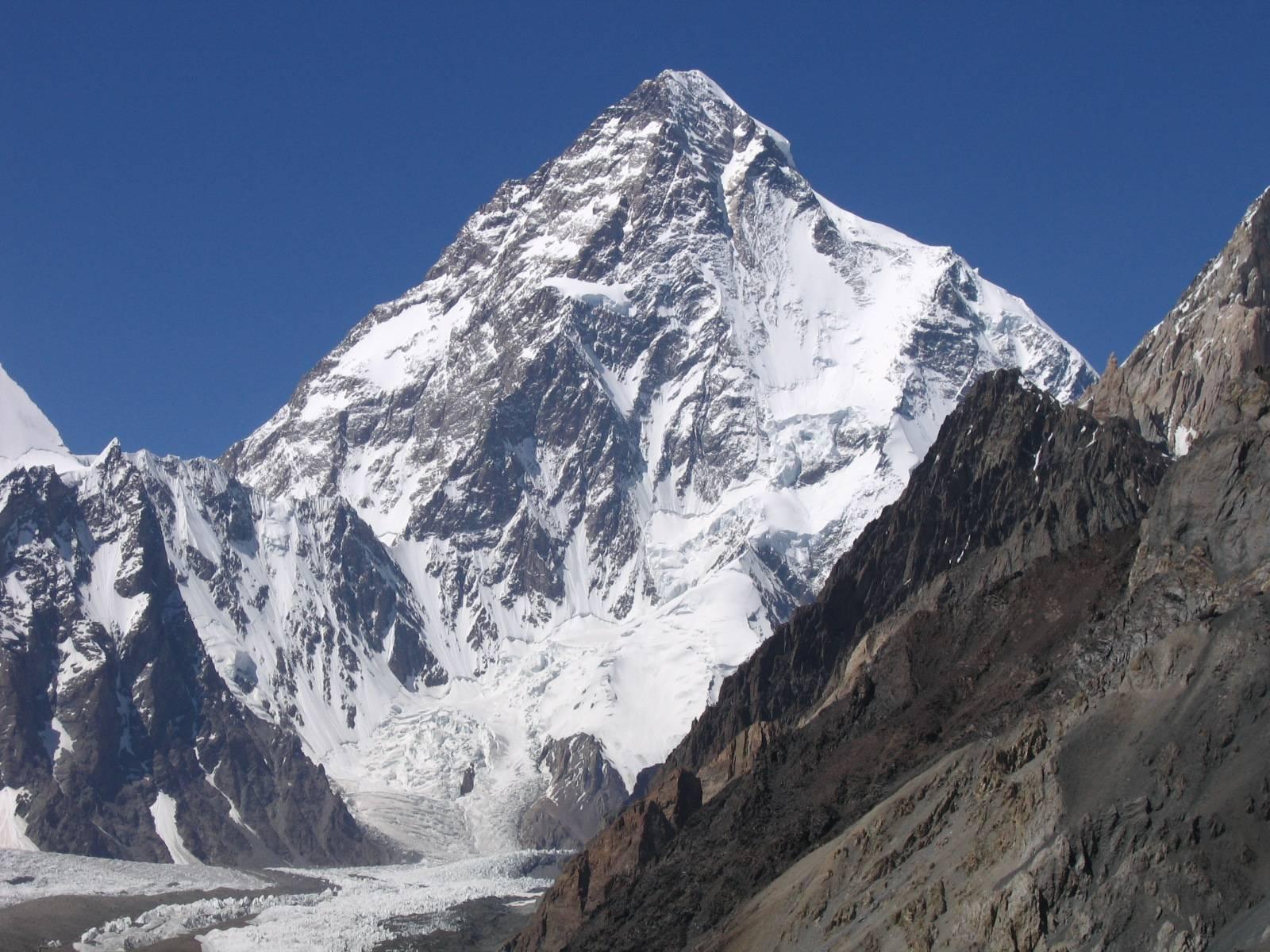
A K2 Baltisztán felől

Paszang Dava Láma két évvel később részt vett a Fritz Wiessner vezette, tragikus végkimenetelű 1939-es amerikai Karakorum-expedícióban, melynek célkitűzése a világ második legmagasabb hegycsúcsának, a 8611 méter magas K2 csúcsának a meghódítása volt.
Az expedíció során, 1939. július 19-én Wiessner és Paszang Dava Láma 8367 méter magasságig jutottak és mindössze 243 méterre megközelítették a csúcsot. Ekkora azonban már leszállt az este és a csúcs még 3–4 órányi mászásra volt. Bár Wiessner sötétben is folytatni akarta az utat, Paszangnak sikerült meggyőznie, hogy forduljanak vissza a IX-es táborba, és másnap kíséreljék meg ismét a csúcstámadást. Mint utóbb kiderült Paszang óvatossága valószínűleg megmentette az életüket. Hajnali fél háromra értek vissza a táborba, és látták, hogy a tervekkel ellentétben senki sem hozott utánpótlást számukra. Miután a július 21-én ismét megkísérelt csúcstámadás sem járt sikerrel, elindultak a VIII-as tábor felé.
A táborban megdöbbenve tapasztalták, hogy egyedül Dudley Wolfe, a csúcstámadásról visszafordult hegymászótársuk tartózkodik ott, elégséges élelmiszerutánpótlás és felszerelés nélkül. Az ereszkedés során a legyengült Wolfe nem tudta folytatni az utat, ezért kérésére a VII-es táborban hagyták azzal, hogy az alacsonyabban lévő táborokból segítséget küldenek. Ahogy Wiessner és Paszang lefelé haladt a hegyről szembesült vele, hogy társaik az összes tábort lebontották, a felszerelések elszállították. Mint később kiderült már halottnak hitték őket. Miután teljesen kimerülve az alaptáborba értek, Wolfe kimentésére segédcsapatot küldtek és a segítségére küldött három serpa, Paszang Kikuli, Paszang Kitar és Phinsoo július 29-én felértek a VII-es táborba, azonban Wolfe-ot teljesen apatikus állapotban találták, nem volt hajlandó elhagyni a sátrat, ezért éjszakára visszatértek a jobban felszerelt VI-os táborba. Július 31-én a három serpa ismét elindult, hogy lehozzák Wolfe-ot, azonban sem őket, sem a hegymászót nem látták többé. Bár az expedícióval kapcsolatban később komoly kritikákat fogalmaztak meg, Paszang Dava Láma számára komoly hírnevet szerzett.

## Új-Zélandi Garhvál-Himalája-expedíció (1951)
Earle Riddiford új-zélandi ügyvéd és hegymászó 1951-ben egy kizárólag új-zélandi alpinistákból álló nagyszabású Himalája-expedíciót szervezett, melynek eredeti célkitűzése a Mount Everest vagy a Kancsendzönga megmászása volt. Mivel az expedícióhoz nem sikerült a szükséges engedélyeket és támogatókat megszerezni, így végül a fő célkitűzés a Garhvál-Himalájában fekvő, addig megmászatlan Mukut Parbat meghódítása lett. A csapatban Riddiford, Edmund Hillary, George Lowe és Edmund Cotter vett részt. A Himalája lábánál fekvő Ranikhetben szirdárként csatlakozott a csapathoz Paszang Dava Láma, akit Himalája Klub javaslatára fogadtak fel a teherhordó serpák vezetőjének.
A csapat az alaptábort a Daksini Csamráo-gleccsernél, 5200 méteres magasságban állította fel. Két nap pihenőt követően útnak indultak, hogy a Mukut Parbaton felépítsék a kettes számú alaptábort. Miután kiépítették a tábort, a serpákat visszaküldték az alaptáborba, egyedül Paszang maradt a csapattal. A következő két napon egy hasadékokkal szabdalt, sziklákkal teli jégesésen, a jég felszínébe lépcsőket vágva utat találtak a 6300 méter magas gerincre, ahol egy jégpárkányon a csúcstámadáshoz kialakították a hármas alaptábort.
1951. július 11-én reggel az ötfős csapat megindult a csúcs felé. Az út utolsó szakaszán a gerinc elkeskenyedett és a csapat nagyon lassan tudott előre haladni. Hillary és Lowe a várakozásban teljesen kihűlt, ezért visszatért a táborba azzal a szándékkal, hogy másnap – újult erővel – ismét megkísérlik a csúcstámadást. Riddiford, Cotter és Paszang azonban tovább folytatták az utat és a viharos szélben este háromnegyed hatkor végül elérték a Mukut Parbat 7242 méter magas csúcsát. A három férfi éjszaka, koromsötétben, halálra fáradtan tért vissza a táborba. Az egyre kedvezőtlenebb időjárás miatt kénytelenek voltak visszatérni Badrináth-ba. Riddiford nem érezte jól magát, így nélküle indultak vissza a Daksini Csamráo-gleccserhez. Bár az expedíció során további öt csúcsot is megmásztak, az időjárási viszonyok nem tették lehetővé, hogy Hillaryék is feljussanak a Mukut Parbat csúcsára.

## Brit Mount Everest-felderítő expedíció (1951)

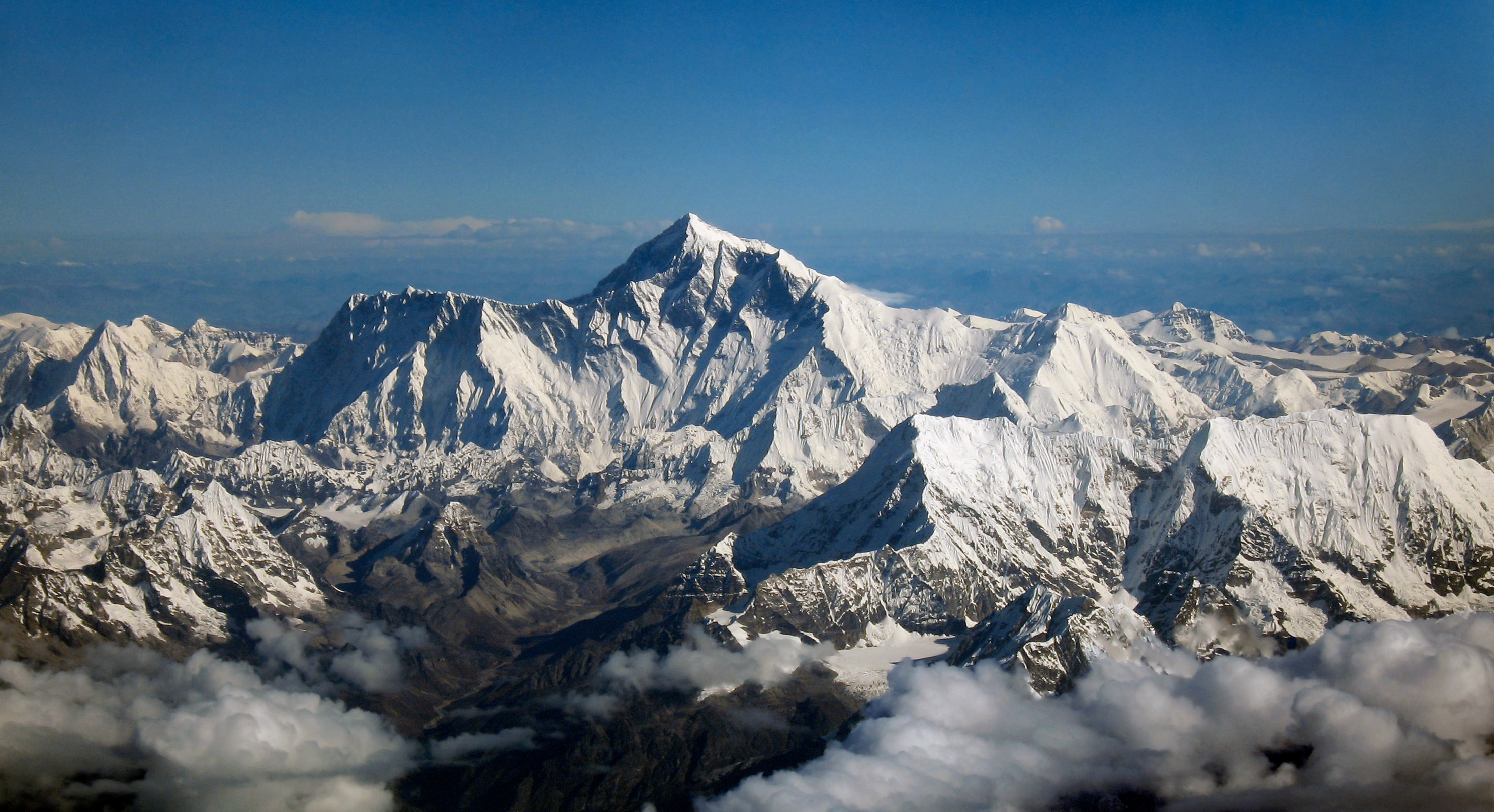
A Mount Everest déli oldala és a környező hegyek

Az új-zélandi expedíció tagjai még Indiában tartózkodtak, amikor értesültek róla, hogy Hillary és Riddiford csatlakozhat Eric Shipton, a legendás hírű veterán hegymászó Mount Everest déli oldalának felderítésére szervezett vállalkozásához. A csapat tagjaként Tom Bourdillon, Bill Murray és Michael Ward tartott Shiptonnal. A tizenkétfős serpacsoportot a tapasztalt Ang Tharkaj vezette. Hillary és Riddiford két serpával, Paszang Dava Lámával és Nimával a Gangesz völgyén keresztülvonatozva, majd a Nepálban egy terepjárót bérelve érték utol a brit expedíciós csapatot.
Riddiford a Mukut Parbat meghódítása során végzett munkája miatt az egekbe magasztalta Paszangot, kvalitásait, technikai tudását a legkiemelkedőbb hegmászókhoz hasonlította. 
Megpróbálta meggyőzni Shiptont, hogy tegye meg őt is Ang Thakaj mellett csoportvezető szirdárnak, azonban Shipton ettől mereven elzárkózott. 

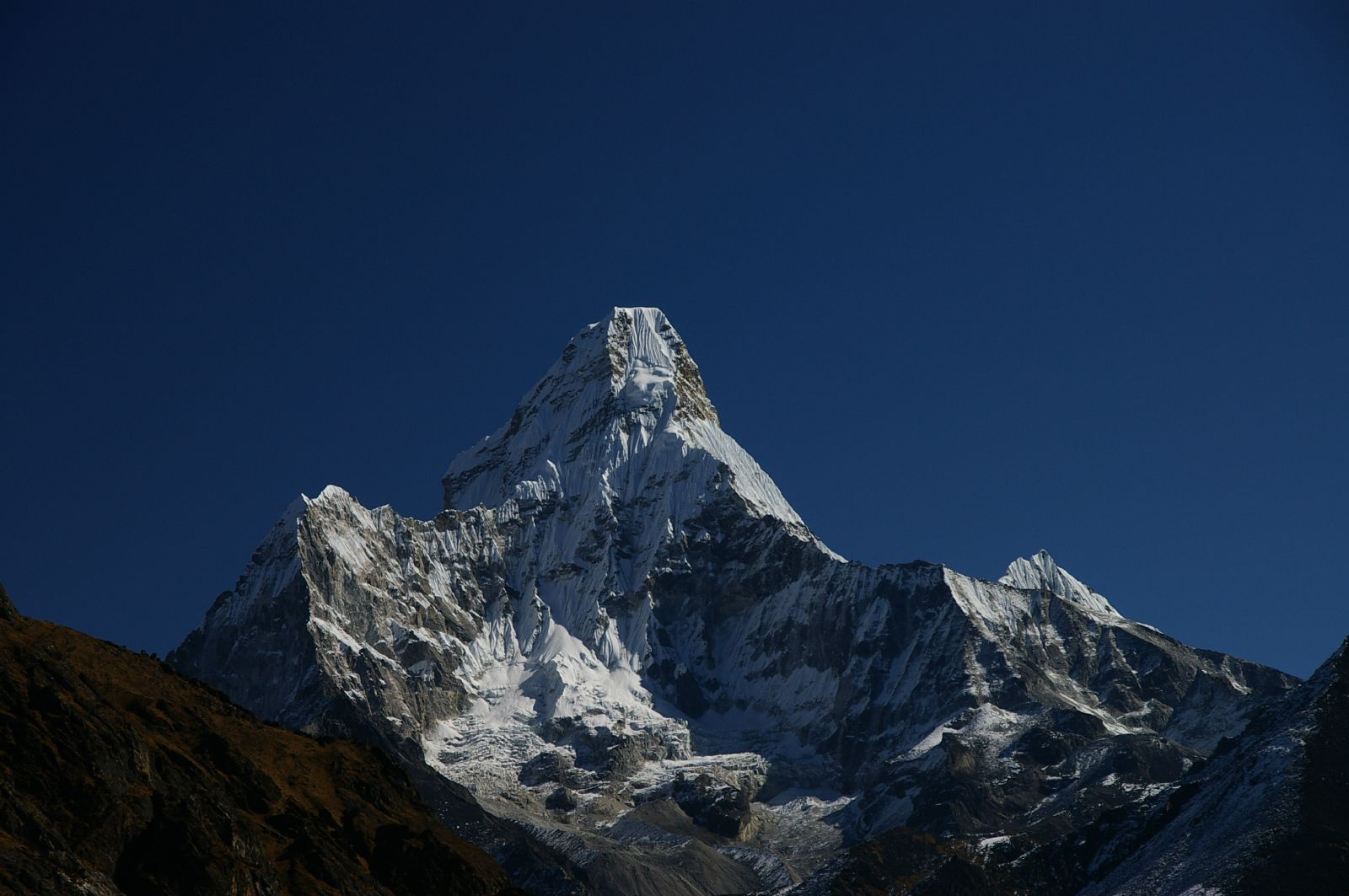
Az Ama Dablam Khumbu felől

A csapat a Khumbu-gleccser északi végénél, 5340 méteres magasságban, az Everest és a Nupcse lábánál állította fel az alaptábort. Shipton és Hillary a Pumori csúcsára vezető gerinc feltérképezése során 6100 méter magasságig jutott, ahonnan tiszta kilátás nyílt a Khumbu-jégesésre, a Nyugati-völgykatlanra és a felette magasodó jéggel borított sziklafalra, valamint az Everest déli nyergére. Ennek alapján bebizonyosodott, hogy nehéz, de nem lehetetlen a déli oldalról feljutni a Mount Everest csúcsára. Mivel ezen az expedíción sem a felszerelésük, sem az erőforrásuk nem volt alkalmas a csúcstámadás megkísérlésére, ezért elsődleges célkitűzésük az volt, hogy utat találjanak a jégesésen, amelyen egy későbbi expedíció során megpróbálkozhatnak a csúcs elérésével. Eközben Riddiford, Bourdillon, Ward és Paszang Dava Láma feltérképezték a Khumbu-jégesés alsó szakaszait, utat keresve a felsőbb régiókba. Visszatérésük után Shipton, Hillary, Riddiford és Paszang a korábban felderített úton megkísérelte a feljutást a jégesés tetejére. Már majdnem elérték a gerincet, amikor a teljes jéglejtő lavinaszerűen leszakadt és magával sodorta Riddifordot, akit Paszang biztostókötele mentett meg attól, hogy a feneketlen mélységbe zuhanjon.
A társaság ezt követően két részre oszlott. Shipton Hillaryvel kelet felé indult, az Imdzsa-völgyben a Lhoce nagy déli fala alatt, majd egy magas hágón át feljutottak a Hongu gleccserrendszerének tetejére. Ezt követően az Ama Dablam déli nyergén átkelve, egy meredek jégfalon lépcsőket vágva másztak le a gleccser széléig. A másik társaság nyugat felé haladva megkísérelt átvágni a Nup La-hágón, azonban nem jártak sikerrel és kénytelenek voltak visszafordulni. Miután a csapat egyesült, az alaptáborból indulva a hegymászók és a serpák – köztük Paszang – ismét megkísérelték a Khumbu-jégesés megmászását. A hóviszonyok most jóval stabilabbak voltak, mint előző alkalommal és sikerült átjutniuk azon a lejtőn, ahol a jégomlás korábban visszafordulásra kényszerítette őket. Bár a Nyugati-völgykatlan határáig nem jutottak el, azonban sikerült feljutniuk a jégesés tetejére, mellyel bebizonyították, hogy az Everesthez vezető útvonal egyik legnagyobb akadálya leküzdhető.

## A Cso-Oju meghódítása (1954)

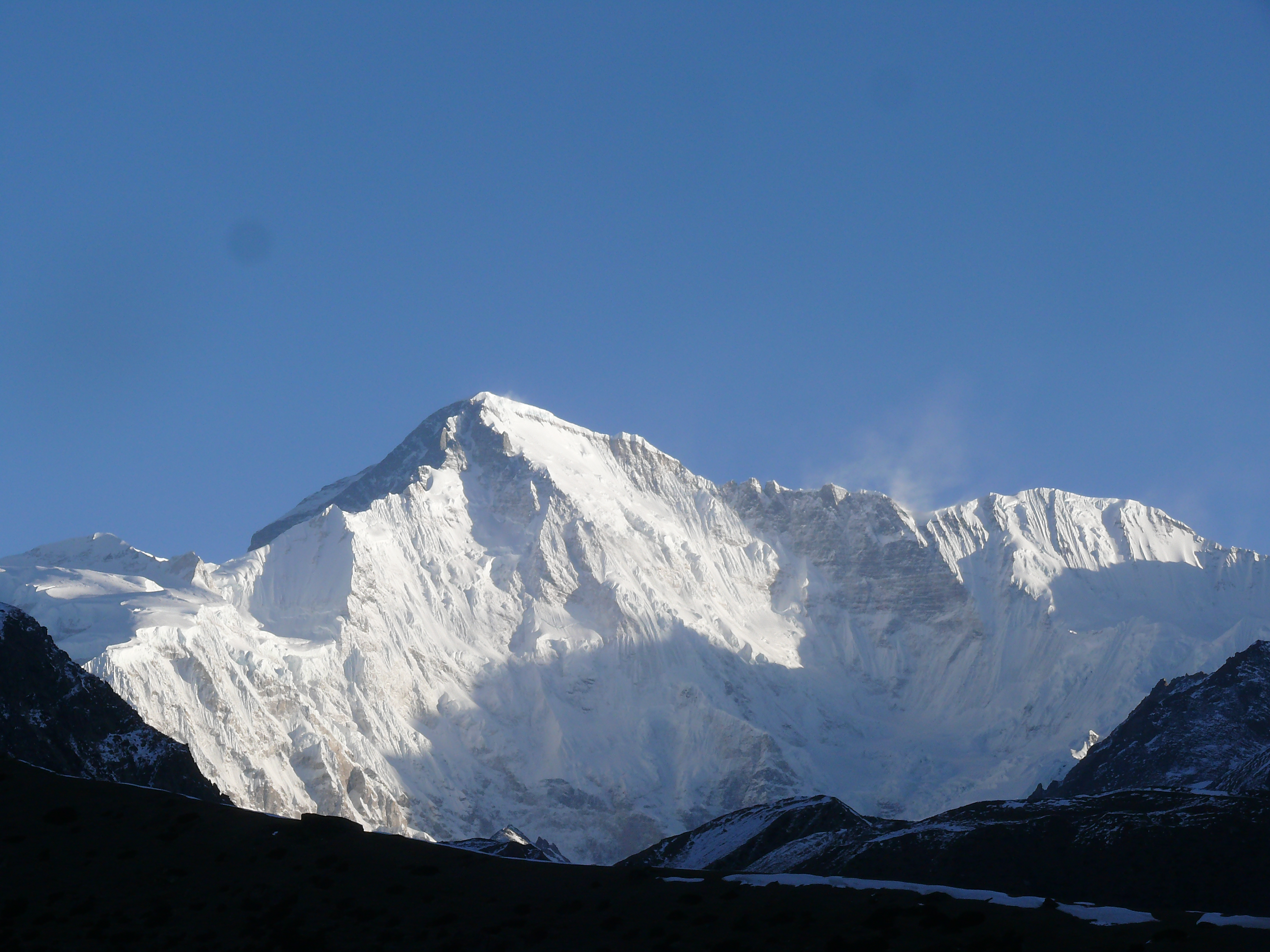
A Cso-Oju Khumbu felől

1953-ban Paszang Dava Láma részt vett Herbert Tichy osztrák hegymászó Nyugat-Nepált átszelő kutatóexpedíciójában, melynek során több 6000 méternél magasabb hegycsúcsot is elsőként másztak meg. Hazautazás előtt Paszang felvetette Tichynek, hogy a következő évben megkísérelhetnék megmászni az – addig meghódíthatatlan – 8188 méter magas Cso-Oju, a „türkíz istennő” csúcsát. A terv felkeltette Tichy érdeklődését, és amint hazaért Bécsbe, kérvényt nyújtott be a nepáli kormányhoz a hegy megmászására irányuló expedíció tervével. 1954 áprilisában megérkezett a válasz Katmanduból, melyben az őszi időszakra jóváhagyták a tervet. 1952-ben Eric Shipton jól felszerelt és kitűnő hegymászókból álló csapata, melyben – többek között – Edmund Hillary, George Lowe, Charles Evans, Tom Bourdillon és Alfred Gregory, az 1953-as sikeres Mount Everest-expedíció tagjai is részt vettek, sikertelenül próbálta meghódítani a Cso-Ojut. Tichynek sokkal kevesebb anyagi forrás állt rendelkezésére, mint a korabeli nagy expedícióknak, ezért egy egészen kis létszámú csapattal és a lehető legszükségesebb felszereléssel számolhatott. Az expedíciós csapatot Tichy mellett Sepp Jöchler, tapasztalt osztrák hegymászó, Dr. Helmut Heuberger, az Insbrucki Egyetem geográfusa és Paszang Dava Láma vezetésével hét nepáli serpa alkotta. Tichy terve egy új megközelítése volt a nyolcezres hegyek megmászásnak. A korábbi, akkor szokásos, technológiai alapú expedíciós stílus helyett alpin stílusban, kis csapattal, a legszerényebb felszereléssel és kiegészítő oxigén használata nélkül tervezte a Cso-Oju meghódítását. Tichy különös gondot fordított arra, hogy a csapat valamennyi tagja azonos minőségű felszereléssel rendelkezzen, mivel a csapat kis létszámára tekintettel, valamennyi résztvevőnek fontos szerep jut a mászás során; a serpákat is az expedíció teljes jogú tagjaként kezelte.
A csapat Katmanduból indulva Námcse Bazáron, a „serpák fővárosán” és a Nagpa La-hágón keresztül ért a Cso-Oju lábához, ahol 5500 méter magasságban állították fel az alaptábort. Shiptonék útvonalán haladva a mászás meglepően gördülékenyen ment. Az I. számú tábort 5800 méter magasságban, a II. számú tábort 6200 méteren, míg a III. számú tábort 6600 méteren, közvetlenül a jégfal alatt hozták létre, amely Shipton 1952-es expedícióját megállásra késztette. Időközben Jöchler nem érezte jól magát, ezért visszatért az I-es táborba. Másnap, miután kitisztult az idő a csapat Paszang vezetésével egy óra alatt utat talált a jégfal tetejére, melynek leküzdését Shitponék két hét időtartamra becsültek. Ahogy Tichy fogalmazott, lehet, hogy hihetetlen szerencsével megtalálták az egyetlen pontot ahol át lehetett jutni. Két nappal később a jégfal felett, 7000 méteren felállították a IV. számú tábort. Október 6-án hatalmas hóvihar csapott le rájuk, eltörte a sátorfákat és szétszaggatta a sátrakat. Tichy miközben a −35 °C-os fagyban megpróbálta megakadályozni, hogy a szél a sátor alá kapva elragadja azt, mindkét kezén komoly fagyási sérüléseket szenvedett. A csapatnak vissza kellett vonulnia az I-es táborba.

Námcse Bazár (háttérben a Thamserku)

Visszatérésük után Paszang útnak indult Námcse Bazárba, hogy utánpótlást hozzon a csapatnak. Pár nappal később Tichyék találkoztak a Raymond Lambert által vezetett francia-svájci Gaurisankar-expedíció tagjaival, Claude Kogannel és Denis Bertholet-val, akik azt javasolták, hogy együtt küzdjenek meg a Cso-Ojuval. Utaltak rá, hogy a teljes csapat másnap megérkezik, és bár vitás volt, hogy a hegyre érvényes-e a mászási engedélyük Tichyék nélkül is megkezdik a csúcs megmászását. Végül Lambert megérkezését követően a két expedícióvezető megállapodott, hogy a svájciak megvárják az osztrák csapat elsődleges csúcstámadását, és csak ezt követően indulnak a csúcs felé. Attól tartva, hogy a svájciak megelőzik őket a csúcs felé vezető úton Tichy úgy döntött, hogy Paszangot nem várják be, hanem felmennek a III-as táborba és onnan a lehető leggyorsabban megkísérli a csúcstámadást. A csapat egyvégtében megtette a III. táborig tartó utat, ahonnan Jöchler és Adzsiba serpa másnap megkísérelt feljutni a IV-es táborig, azonban egy heves hóvihar visszafordulásra késztette őket. A III-as táborban – tanulva a korábbi végzetes hóviharból – a csapat nem állított sátrakat, hanem egy jégbe vájt barlangban alakította ki a szálláshelyét.
Paszang Namcse Barzárból visszafelé, Marlung faluban, közel ötven kilométerre a Cso-Ojutól, tudomást szerzett a svájci expedíció megérkezéséről és terveiről. Felháborodásában embertelen erőfeszítéssel, csomagokkal megrakodva, két nap alatt ötven kilométert megtéve és több, mint 3000 méter szintkülönbséget leküzdve felért Tichyékhez a III-as táborba. Még figyelemreméltóbb, hogy elég erős volt ahhoz, hogy ugyanazon a napon velük folytathassa az utat egészen a IV-es táborig. Hogy milyen erők dolgoztak Paszangban, jól mutatja Tichynek tett kijelentése, mely szerint, ha svájciak előttük értek volna fel a csúcsra, elvágta volna saját torkát.

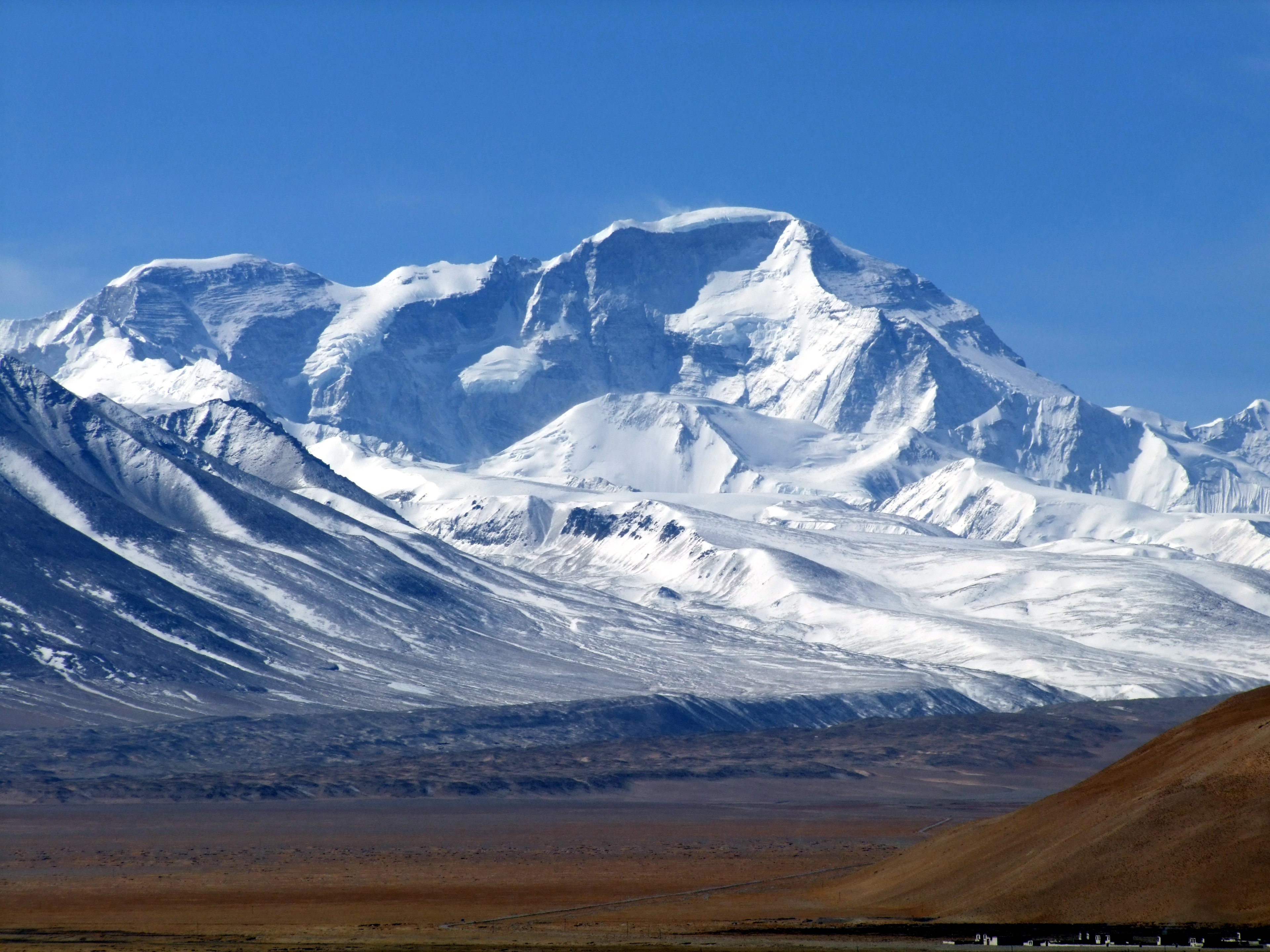
A Cso-Oju Tibet felől

Másnap, október 19-ére tűzték ki a csúcstámadás napját. Előző este még azt tervezték, hogy Jöchler és Paszang ketten kísérlik meg a csúcs elérését, míg a fájdalmas fagyási sérüléseivel küzdő Tichy Heubergerrel bevárja őket a IV-es táborban. Végül Tichy – mérlegelve a kockázatokat – úgy döntött, hogy társaival tart. A három hegymászó hajnali háromkor megkezdte a hosszú menetelést a csúcs felé. Egyvégtében közel 1200 méter szintemelkedést kellett legyőzniük, hogy felérjenek a csúcsra. Szerencséjükre az időjárás és a hóviszonyok is kedvezőek voltak, így gyorsan haladtak. Időközben Jöchler lába – amely korábban az Eiger megmászása közben már fagyási sérüléseket szenvedett – kezdett egyre jobban fájni. Emiatt elgondolkodott a visszaforduláson, de végül úgy döntött, hogy fájdalmai ellenére folytatja az utat. Az elszántságot, amely sérült hegymászókat a csúcs felé hajtotta jól szemléltetik Tichy filozofikus gondolatai: „Akarat nélküli gépek vagyunk, amelyek nem tehetnek mást, mint mennek tovább. Vagy talán csak az akarat vagyunk, aminek mennie kell felfelé, tovább kényszerítve a testet.” Amikor elérték az északnyugati gerincet (a későbbi Tichy-gerincet), tartottak egy rövid pihenőt, majd szinte megállás nélkül folytatták az útjukat. A gerinc felett az emelkedő lassan ellaposodott, és bár már 8000 méter felett, az ún. „halálzónában” jártak, kiegészítő oxigén használata nélkül, mégis gyorsan közeledtek a csúcshoz. Végül 1954. október 19-én 15:00 órakor Herbert Tichy, Sepp Jöchler és Paszang Dava Láma a világon elsőként felért a Cso-Oju 8188 méter magas cúcsára.
A csúcson feltárult előttük a végtelen Himalája látképe, az Everest, a Lhoce, a Nupcse és a Makalu csúcsai. A csúcson Paszang a hóba szúrta jégcsákányát, melyen Nepál, Ausztria és India zászlói lengtek a szélben. Jöchler egy édesanyjától kapott feszületet, Tichy és Paszang pedig édességet és csokoládét temettek a hóba, hogy köszönetet mondjanak az isteneknek.
John Hunt – aki barátjaként tekintett Paszang Dava Lámára – úgy fogalmazott, hogy főként neki volt köszönhető, hogy az expedíció feljutott a Cso-Oju csúcsára. Véleménye szerint Paszang teljesítménye, mellyel három nap alatt Námcse Bazárból a Cso-Oju csúcsára jutott, utat mutat a jövőbe, melyben akár oxigén nélkül is megmászható lesz a Mount Everest. Hunt jóslatát végül 24 évvel később Reinhold Messner és Peter Habeler teljesítette be, akik 1978. május 8-án kiegészítő oxigén használata nélkül feljutottak a Mount Everest csúcsára.

## Későbbi expedíciók
A svájciak 1956-ban Albert Eggler vezetésével visszatértek Nepálba, hogy másodikként feljussanak a Mount Everest csúcsára, azonban az engedélyük kiterjedt a Lhoce megmászására is. A csapatot támogató 22 fős serpacsapat vezetőjeként Paszang Dava Lámát kérték fel. A Khumbu-jégesésen és a Nyugati-völgykatlanban felállított táborok munkálatai közben Paszang megbetegedett, így nem tudta folytatni az expedíció segítését; helyét Dava Tendzing vette át. Az expedíció során Ernst Reiss és Fritz Luchsinger május 18-án a világon elsőként feljutott a Lhoce főcsúcsára, míg május 23-án Ernst Schmied és Jürg Marmet, majd egy nappal később Dölf Reist és Hansruedi von Gunten elérték az Everset csúcsát is.
Paszang Dava Láma 1958-ban ismét feljutott a Cso-Oju csúcsára, ezúttal egy indiai expedíció szirdárjaként, Szonam Gyatszóval. Ez az expedíció követelte a hegyen az első halálos áldozatot. Narendra Dhar Dzsajal őrnagy, a Dzsaváharlál Nehru által létrehozott Himalájai Hegymászó Intézet első igazgatója – a nem megfelelő akklimatizáció miatt – tüdőödémában elhunyt az expedíció által felállított I. számú táborban.